# Wulf-Henning Roth
Wulf-Henning Roth (* 11. Mai 1945) ist ein deutscher Rechtswissenschaftler.

## Beruflicher Werdegang
Roth studierte Rechtswissenschaften in München und
Tübingen (1965–1970) und legte seine Erste Juristische Staatsprüfung 1970 in München mit einem der beiden bundesweit besten Ergebnisse seines Jahrgangs ab. Nach dem erfolgreichen Studium des Master of Laws (LL.M.) in Harvard 1972, schloss er 1975 seine Zweite Juristische Staatsprüfung in München ab, wo schließlich 1983 auch seine Habilitation erfolgte.
Von 1984 bis 1985 hatte Roth eine Professur für Bürgerliches
Recht an der Universität Bonn inne, wonach er von 1985 bis 1989 ordentlicher
Professor für Bürgerliches Recht, Wirtschaftsrecht, Internationales Privatrecht und Gewerblichen Rechtsschutz an der Universität Erlangen-Nürnberg wurde. Von 1989 bis zu seiner Pensionierung 2013 war Roth Professor für Bürgerliches Recht, Internationales Privatrecht, Rechtsvergleichung sowie deutsches, europäisches und internationales Wirtschaftsrecht an der Rheinischen Friedrich-Wilhelms-Universität Bonn. Dort war er Direktor des Instituts für Internationales Privatrecht und Rechtsvergleichung sowie des Zentrums für Europäisches Wirtschaftsrecht. Er war darüber hinaus Herausgeber der Common Market Law Review und ist Kurator des Bonner Rechtsjournals.
Seine Hauptarbeitsgebiete sind das Handels- und Wirtschaftsrecht, das Internationale Privatrecht und das Europarecht.